# Tricentrogyna crocantha
Tricentrogyna crocantha är en fjärilsart som beskrevs av Claude Herbulot 1988. Tricentrogyna crocantha ingår i släktet Tricentrogyna och familjen mätare. Inga underarter finns listade i Catalogue of Life.